# ن
La nūn, ن, (en árabe: ﻧﻮﻥ‎, nūn [nuːn]) es la vigesimoquinta letra del alfabeto árabe. Representa un sonido sonante, nasal y alveolar, /n/. En la numeración abyad tiene el valor de 50.

## Uso
Algunos ejemplos sobre sus usos en árabe estándar moderno:
Nūn se utiliza como sufijo que indica sustantivos femeninos plurales en tiempo presente; por ejemplo هِيَ تَكْتُب hiya taktub ("ella escribe") se convierte en هُنَّ يَكْتُبْنَ hunna yaktubna ("ellas escriben").
Nūn también se usa como prefijo para verbos en primera persona del plural imperfectivo/presente. Así هُوَ يَكْتُب huwwa yaktub ("él escribe") → نَحْنُ نَكْتُب naḥnu naktub ("nosotros escribimos").

### Panyabi/saraiki
Es un símbolo sonoro consonántico nasal retroflejo, utilizado en algunas lenguas habladas del subcontinente indio. El símbolo en el Alfabeto Fonético Internacional que representa este sonido es ⟨ ɳ ⟩, y el símbolo X-SAMPA equivalente es n`. Como todas las consonantes retroflejas, el símbolo IPA se forma añadiendo un gancho que apunta hacia la derecha y que se extiende desde la parte inferior de una N (la letra utilizada para la consonante alveolar correspondiente). Es similar a ⟨ ɲ ⟩, el símbolo de la nasal palatial, que tiene un gancho que apunta hacia la izquierda que se extiende desde la parte inferior del asta izquierdo, y a ⟨ ŋ ⟩, la nasal velar, con un ancho que también apunta a la izquierda y que se extiende desde la parte inferior del asta derecho. En el idioma saraiki se usa la letra ⟨ݨ⟩ para /ɳ/. Es un compuesto de nūn y rre (⟨ڑ⟩). Por ejemplo:
کݨ مݨ، چھݨ چھݨ، ونڄݨ۔

### Campaña en redes sociales (2014)
Después de la caída de Mosul, ISIS exigió a los cristianos asirios de la ciudad que se convirtieran al Islam, pagaran tributo o se enfrentaran a la ejecución. ISIS comenzó a marcar los hogares de los residentes cristianos con la letra nūn de nassarah ("nazareno"). Miles de cristianos, yazidíes (a estos últimos solo se les dio la opción de convertirse o morir) y otros musulmanes, en su mayoría chiitas, así como cualquier musulmán cuya lealtad fuera a su país de origen (a quienes ISIL considera apóstatas) abandonaron sus hogares y sus tierras.
En respuesta a la persecución de cristianos y yazidíes por parte del EIIL, se lanzó una campaña internacional en las redes sociales para crear conciencia mundial sobre la difícil situación de las minorías religiosas en Mosul, haciendo uso de la letra ن (nun) — la marca que las tropas del ISIS pintaron con spray en propiedades de cristianos. Algunos cristianos cambiaron sus fotos de perfil en Facebook y Twitter por fotos con la letra ن como símbolo de apoyo. La letra ن , en relación con esta campaña en las redes sociales, se le llama la "Marca del Nazareno" de naṣrānī ( نصراني ; plural naṣārā نصارى), un término árabe normativo utilizado despectivamente por ISIS para calificar a los cristianos.
La palabra naṣārā / nosrim designa a los cristianos tanto en árabe como en arameo y hebreo. El término más común utilizado para referirse a los cristianos en árabe estándar  es masihi ( مسيحي , plural مسيحيون).